# Tovarné
Tovarné es un municipio situado en el distrito de Vranov nad Topľou, en la región de Prešov, Eslovaquia. Tiene una población estimada, en octubre de 2022, de 994 habitantes.
Está ubicado en el centro-sur de la región, cerca del río Topľa (cuenca hidrográfica del río Tisza) y de la frontera con la región de Košice.

## Demografía
| Año        | 1994 | 2004    | 2014    | 2024    |
| ---------- | ---- | ------- | ------- | ------- |
| Población  | 1056 | 1090    | 999     | 977     |
| Diferencia |      | +3,21 % | −8,34 % | −2,20 % |

| Año        | 2023 | 2024 |
| ---------- | ---- | ---- |
| Población  | 977  | 977  |
| Diferencia |      | +0 % |